# Kōichi Yamadera
Kōichi Yamadera (山寺 宏一?, Yamadera Kōichi; Prefettura di Miyagi, 17 giugno 1961) è un attore, doppiatore e cantante giapponese, specializzato nel doppiaggio di anime e videogiochi, conduce anche il celebre programma televisivo per bambini Ohasuta.
È il doppiatore giapponese di Will Smith, Jim Carrey e Eddie Murphy. Dal 2011 è la voce dell'ispettore Zenigata dopo il ritiro di Gorō Naya. Era sposato con Rie Tanaka. I due hanno divorziato nel 2018.

## Doppiaggio

### Serie animate
- Oh, mia dea! - Troubador
- Agatha Christie's Great Detectives Poirot and Marple - Gale
- Cowboy Bebop - Spike Spiegel
- Digimon Adventure - Kuwagamon/Seadramon
- Kyattou Ninden Teyandee - Karamaru
- Galaxy Angel- Colonel Hari
- Ghost in the Shell: Stand Alone Complex - Togusa, Aoi, Baby Ruth
- Samurai Champloo - Sakonshougen Nagamitsu
- Neon Genesis Evangelion - Ryoji Kaji
- Ken il guerriero: Le origini del mito - Kenshirō Kasumi
- Special Duty Combat Unit Shinesman - Shogo Yamadera/Shinesman Gray
- Xenosaga - Gaignun Kukai, Albedo Piazzolla
- UFO Baby - Yuzupiko
- Dokkiri Doctor nel ruolo di Doctor Haruka Nishikikōji
- Dragon Ball Z - Tenshinhan, sostituto di Hirotaka Suzuoki
- Donkey Kong Country - Donkey Kong
- Bakumatsu Kikansetsu Irohanihoheto - Sakamoto Ryōma
- Honey and Clover - Lohmeyer-senpai
- Peter Pan no Bōken - Cecco e Nana
- Pokémon - Farfetch'd
- Brave Exkaiser - Tokuda Osamu
- Ranma ½ - Jusenkyo Guide e Ryoga Hibiki
- Lilo & Stitch - Stitch
- La saga delle sirene - Yuta
- Kaiketsu Zorori - Zorori
- Layton Mystery Tanteisha: Katori no Nazotoki File - Hershel Layton
- Lupin the Third - La donna chiamata Fujiko Mine e Lupin the Third Part 6 - ispettore Zenigata
- One Piece - Donquijote Rosinante
- Dragon Ball Super - Lord Beerus
- Sword Art Online - Akihiko Kayaba
- Bleach - Quilge Opie
- Demon Slayer - Zohakuten
- Pluto - North No.2
- Lazarus - Skinner
- To Be Hero X - Ahu[1]

### Film d'animazione
- A Christmas Carol (film 2009) - Ebenezer Scrooge, Spirito del Natale Passato, Spirito del Natale Presente, Spirito del Natale Futuro
- Aladdin - il Genio
- Angry Birds - Il film - Grande Aquila
- Batman Ninja - Batman
- Cattivissimo me - Vector
- Cattivissimo me 2 - Floyd
- Crayon Shin-chan - Dengeki! Buta no Hizume dai sakusen - Bareru
- Crayon Shin-chan - Otakebe! Kasukabe yasei ōkoku - Mamoru Shizen
- Detective Conan: La strategia degli abissi - Hironari Kusaka
- Dragon Ball Z: La battaglia degli dei - Lord Bills
- Dragon Ball Z: La resurrezione di 'F' - Lord Bills
- Eiga Pretty Cure All Stars DX 3 - Mirai ni todoke! Sekai wo tsunagu Niji-iro no hana - Black Hole
- Il Signore degli Anelli - La guerra dei Rohirrim - Generale Targg
- Jujutsu kaisen 0 - Il film - Miguel
- L'era glaciale - Manny
- L'era glaciale 2 - Il disgelo - Manny
- L'era glaciale 3 - L'alba dei dinosauri - Manny
- L'era glaciale 4 - Continenti alla deriva - Manny
- L'era glaciale - In rotta di collisione - Manny
- LEGO Batman - Il film - Batman
- Lupin III - La cospirazione dei Fuma - un poliziotto
- Lupin III - Tokyo Crisis: Memories of Blaze - Michael Suzuki
- Lupin III - Episodio: 0 - Iwan Kurokobich
- Lupin III - Il sigillo di sangue, la sirena dell'eternità - ispettore Zenigata
- Lupin III - La pagina segreta di Marco Polo - ispettore Zenigata
- Megamind - Megamind
- Minions - Annunciatore Expo-Cattivi
- Mulan - Mushu
- Ninja Scroll - Jubei Kibagami
- Pokémon il film - Mewtwo colpisce ancora - Mew
- Robots - Fender
- Shrek - Ciuchino
- Shrek 2 - Ciuchino
- Shrek terzo - Ciuchino
- Shrek e vissero felici e contenti - Ciuchino
- Sing - Mike
- Vampire Hunter D: Bloodlust - Meier Link
- Tu sei al di là - Over the Sky -  Gimon

### Videogiochi
- Space Battleship Yamato nel ruolo di Susumu Kodai
- Oddworld: Abe's Oddysee nel ruolo di Abe
- Rival Schools: United by Fate nel ruolo di Daigo Kazama
- Tales of Destiny nel ruolo di Karyl Sheeden
- Cowboy Bebop nel ruolo di Spike Spiegel
- Street Fighter Alpha 3 nel ruolo di Cody Travers, Balrog
- Brave Fencer Musashi nel ruolo di Ed
- Pokémon Snap nel ruolo di Mew
- The Misadventures of Tron Bonne nel ruolo di Birdbot
- Carrier nel ruolo di Jack Ingles
- Super Robot Wars Alpha nel ruolo di Gyunei Guss
- Capcom vs. SNK: Millennium Fight 2000 nel ruolo di Balrog
- Capcom vs. SNK 2 nel ruolo di Balrog
- Xenosaga Episode I: Der Wille zur Macht nel ruolo di Gaignun Kukai, Albedo Piazzolla
- Kingdom Hearts nel ruolo di Paperino, Genio, Sebastian, La bestia, Mushu
- Harry Potter e la camera dei segreti nel ruolo di Gilderoy Lockhart
- 2nd Super Robot Wars Alpha nel ruolo di Gyunei Guss
- Drakengard nel ruolo di Leonard
- Bujingai: Swordmaster nel ruolo di Rei Jenron
- Ghost in the Shell: Stand Alone Complex nel ruolo di Togusa
- Xenosaga Episode II: Jenseits von Gut und Bose nel ruolo di Gaignun Kukai, Albedo Piazzolla
- Kingdom Hearts: Chain of Memories nel ruolo di Paperino, Genio, La bestia
- Cowboy Bebop - Tsuioku no serenade nel ruolo di Spike Spiegel
- Ghost in the Shell: Stand Alone Complex (videogioco 2005) nel ruolo di Togusa
- Rogue Galaxy nel ruolo di Desert Claw, Narratore
- Kingdom Hearts II nel ruolo di Paperino, Genio, Sebastian, La bestia, Mushu, Stitch
- Xenosaga Episode III: Also Sprach Zarathustra nel ruolo di Albedo Piazzolla, Gaignun Kukai
- Mario Kart Arcade GP 2 come annunciatore live
- Kingdom Hearts Re:Chain of Memories nel ruolo di Paperino, Genio, Mushu
- Dragon Quest Swords: La Regina Mascherata e la Torre degli Specchi nel ruolo di Xiphos
- Final Fantasy IV (Remake) nel ruolo di Cain Highwind
- Super Smash Bros. Brawl nel ruolo di Mew
- Kingdom Hearts 358/2 Days nel ruolo di Paperino
- League of Legends nel ruolo di Dr Mundo
- Kingdom Hearts Birth by Sleep nel ruolo di Paperino, Giac, Esperimento 626
- Yakuza 4 nel ruolo di Shun Akiyama
- Kingdom Hearts Re:coded nel ruolo di Paperino
- Valkyria Chronicles III nel ruolo di Dahau
- Catherine (videogioco) nel ruolo di Vincent Brooks
- Dissidia 012 Final Fantasy nel ruolo di Cain Highwind
- The 3rd Birthday nel ruolo di Kyle Madigan
- Yakuza: Dead Souls nel ruolo di Shun Akiyama
- Kinect: Disneyland Adventures nel ruolo di Paperino, La bestia
- Binary Domain nel ruolo di Dan Marshall
- Kingdom Hearts 3D: Dream Drop Distance nel ruolo di Paperino
- LEGO Batman 2: DC Super Heroes nel ruolo di Batman
- Sonic & All-Stars Racing Transformed nel ruolo di Ralph Spaccatutto
- Yakuza 5 nel ruolo di Shun Akiyama
- The Last of Us nel ruolo di Joel Miller
- Ryu ga Gotoku: Ishin! nel ruolo di Matsusuke Niibori
- Freedom Wars nel ruolo di Simeon
- Super Smash Bros. per Nintendo 3DS e Wii U nel ruolo di Mew
- Kingdom Hearts HD 2.5 Remix nel ruolo di Paperino, Genio
- Fate/Grand Order nel ruolo di Berserker/Xiang Yu
- Dissidia Final Fantasy NT nel ruolo di Cain Highwind
- Toukiden 2 nel ruolo di Tokitsugu
- Dragon Ball Xenoverse 2 nel ruolo di Beerus
- Final Fantasy XV nel ruolo di Drautos
- Yakuza 6: The Song of Life nel ruolo di Shun Akiyama
- Kingdom Hearts HD 2.8 Final Chapter Prologue nel ruolo di Paperino
- Danganronpa V3: Killing Harmony nel ruolo di Monokid, Monotaro, Monosuke, Monophanie, Monodam
- Dissidia Final Fantasy: Opera Omnia nel ruolo di Cain Highwind
- Super Robot Wars V nel ruolo di Hokushin, Abelt Dessler
- Tales of the Rays nel ruolo di Karyl Sheeden
- Warriors All-Stars nel ruolo di Tokitsugu
- SINoALICE nel ruolo di Batman
- Dragon Ball FighterZ nel ruolo di Beerus
- Fist of the North Star: Lost Paradise come narratore
- Super Robot Wars X nel ruolo di Kurama Wataribe
- Dragon Ball Legends nel ruolo di Beerus
- Dragalia Lost nel ruolo di Midgardsormr
- Ryu ga Gotoku Online nel ruolo di Shun Akiyama, Kogoro Katsura
- Super Smash Bros. Ultimate nel ruolo di Mew, Marshadow
- Kingdom Hearts III nel ruolo di Paperino
- Catherine: Full Body nel ruolo di Vincent Brooks
- War of the Visions: Final Fantasy Brave Exvius nel ruolo di Cain Highwind
- Dragon Ball Z: Kakarot nel ruolo di Beerus
- The Last of Us Parte II nel ruolo di Joel Miller
- Kingdom Hearts Melody of Memory nel ruolo di Paperino
- Super Monkey Ball Banana Mania nel ruolo di GonGon, Jam e Dr. Bad Boon
- Like a Dragon: Ishin! nel ruolo di Matsusuke Niibori
- Detective Pikachu: il ritorno nel ruolo di Detective Pikachu
- Like a Dragon: Infinite Wealth nel ruolo di Shun Akiyama
- Granblue Fantasy: Relink nel ruolo di Gallanza
- Final Fantasy VII Rebirth nel ruolo di Dio
- Dragon Ball: Sparking! Zero nel ruolo di Beerus

### Ruoli di doppiaggio
- Sonic - Il film, Sonic - Il film 2, Sonic 3 - Il film (Dr. Ivo "Eggman" Robotnik (Jim Carrey)
- Sonic 3 - Il film (professor Gerald Robotnik (Jim Carrey)